# La Vie politique des Belges
Pour plus de détails, voir Fiche technique et Distribution.
La Vie politique des Belges est un film sur les élections législatives belges de 1999.
Il est amusant de voir la confrontation de deux partis politiques minuscules opposés : les partis politiques s'appellent Tarte et Vivant ; le dernier mené par le Richard Branson belge : Roland Duchâtelet.
Jan Bucquoy y mène la barque de Noël Godin et de Benoît Poelvoorde, qui se font entraîner dans ce tourbillon de farces et de make-up de la vie politique belge.
Une scène hilarante est l'entrée de Noël Godin dans le bureau de vote où il finit par énerver le commissaire du bureau qui lui dit : « Allez ça suffit maintenant ! ».

## Commentaire
Sans parti-pris, ce film ne laisse pas planer les convictions du réalisateur qui démontre le farfelu de Tarte et le trop-sérieux de Vivant.
L'approche documentaire ne laisse pas hésiter à faire des propos tantôt intempestives ou contradictoires, l'enjeu principale étant: doit on vivre pour travailler ou travailler pour vivre ?
La vie politique des Belges (Tarte ou Vivant) est en fait une jouissive escroquerie dans lequel le réalisateur filme la confrontation de deux nouveaux petits partis politiques à caractère prétendument social. L'un (Vivant) se cherche respectabilité, pastichant au passage les tics des concurrents, tout en tablant sur une opération de séduction qui vise aussi les alternateurs. Tarte par contre fait diversion par le recours à la dérision ludesque.
On pourrait citer Charles Fourier : C'est en vaquant à nos plaisirs présents, que nous travaillons pour l'avenir.

## Fiche technique
- Titre : La Vie politique des Belges
- Réalisation : Jan Bucquoy
- Scénario : Jan Bucquoy
- Producteur : Francis De Smet
- Musique : Marka
- Montage: Severine Destrycker
- Production : Transatlantic Films (Belgique)
- Pays de production :  Belgique
- Format : 1,85:1 - son Dolby - 16 mm
- Genre : documentaire en forme de comédie
- Durée : 93 minutes
- Date de sortie : avril 2002, Bruxelles

## Distribution
- Noël Godin
- Jan Bucquoy
- Roland Duchâtelet
- Benoît Poelvoorde

## Autour du film
Le film ne prend pas au sérieux les partis politiques belges mais réussit à développer un antagonisme comique entre le parti Vivant (adhéré au VLD) et Tarte, parti sans avenir qui servait surtout à canaliser les utopies et colères Bruxelloises.
Il s'agit d'un panorama amusant des mœurs politiques belges avec une intervention burlesque de Benoît Poelvoorde dans une scène avec son ami Noël Godin.
Durant une demi-douzaine de mois préélectoraux, Jan Bucquoy trimballe sa caméra à la fraise et à la barbe du parti de son commanditaire (le film est financé par Roland Duchâtelet, grosse fortune du royaume) et, en face de lui, de celui d'une bande d'ahuris, le parti Tarte, héritier du non moins folklo Banane... auquel appartient Bucquoy. D'un côté la vieille idée anarchiste d'un revenu universel... recyclée dans une perspective néolibérale. De l'autre, le seul parti autoproclamé totalement irresponsable et prônant le canular pataphysique.